# Museum of Modern Art (San Francisco)
Il San Francisco Museum of Modern Art è situato nella zona di Yerba Buena, ai piedi del Pacific Bell Building, ed è il principale museo interamente dedicato all'arte moderna della città di San Francisco. È conosciuto semplicemente come SFMOMA. Attualmente la collezione del museo conta più di 26.000 pezzi tra dipinti, sculture e fotografie.

## La sede
Inizialmente ospitato presso il War Memorial Veterans Building, vicino al Civic Center di San Francisco, dal 1995 è ospitato presso la nuova sede progettata dall'architetto svizzero Mario Botta in centro a San Francisco.

## Collezione
Il museo ospita o ha ospitato nella sua collezione importanti opere di Andy Warhol, Edward Hopper, Jackson Pollock, Richard Diebenkorn, Clyfford Still, Henri Matisse, Paul Klee, Marcel Duchamp, Ansel Adams e Daidō Moriyama solo per citare alcuni fra gli artisti più conosciuti e, ogni anno, il museo ospita più di trenta mostre.